# Campeonato Europeo de Patinaje de Velocidad sobre Hielo de 1986
El LXXX Campeonato Europeo de Patinaje de Velocidad sobre Hielo se celebró en dos sedes: las competiciones masculinas en Oslo (Noruega) del 25 al 26 de enero y las femeninas en Geithus (Países Bajos) del 11 al 12 de enero de 1986 bajo la organización de la Unión Internacional de Patinaje sobre Hielo (ISU), la Federación Noruega de Patinaje sobre Hielo y la Federación Neerlandesa de Patinaje sobre Hielo.

## Resultados

### Masculino
| Evento              | Oro                                        | Plata                                  | Bronce                                  |
| ------------------- | ------------------------------------------ | -------------------------------------- | --------------------------------------- |
| 500 m               | Hein Vergeer · Países Bajos · 39,12 s      | André Hoffmann RDA 39,14 s             | Rolf Falk-Larssen · Noruega · 39,64 s   |
| 1500 m              | Hein Vergeer · Países Bajos · 1:57,94      | Nikolai Guliayev URSS 1:58,10          | André Hoffmann RDA 1:58,30              |
| 5000 m              | Alexandr Mozin URSS 7:10,53                | Michael Hadschieff · Austria · 7:12,03 | Geir Karlstad · Noruega · 7:13,37       |
| 10 000 m            | Alexandr Mozin URSS 14:31,93               | Tomas Gustafson · Suecia · 14:44,01    | Pertti Niittylä · Finlandia · 14:52,66  |
| Clasificación total | Hein Vergeer · Países Bajos · 166,582 pts. | Alexandr Mozin URSS 167,032 pts.       | Tomas Gustafson · Suecia · 167,317 pts. |

### Femenino
| Evento              | Oro                                        | Plata                                           | Bronce                                |
| ------------------- | ------------------------------------------ | ----------------------------------------------- | ------------------------------------- |
| 500 m               | Edel Therese Høiseth · Noruega · 42,04 s   | Natalia Artamonova URSS 42,37 s                 | Erwina Ryś-Ferens · Polonia · 42,48 s |
| 1500 m              | Yvonne van Gennip · Países Bajos · 2:08,27 | Andrea Ehrig RDA 2:08,33                        | Natalia Artamonova URSS 2:08,91       |
| 3000 m              | Andrea Ehrig RDA 4:26,59                   | Yvonne van Gennip · Países Bajos · 4:29,93      | Olga Pleshkova URSS 4:31,71           |
| 5000 m              | Andrea Ehrig RDA 7:31,45                   | Yvonne van Gennip · Países Bajos · 7:42,82      | Gabi Schönbrunn RDA 7:48,76           |
| Clasificación total | Andrea Ehrig RDA 174,862 pts.              | Yvonne van Gennip · Países Bajos · 177,226 pts. | Natalia Artamonova URSS 179,345 pts.  |

## Medallero
- Solo se otorgan medallas en la clasificación general.

| Núm. | País         | Oro | Plata | Bronce | Total |
| ---- | ------------ | --- | ----- | ------ | ----- |
| 1    | Países Bajos | 1   | 1     | 0      | 2     |
| 2    | RDA          | 1   | 0     | 0      | 1     |
| 3    | URSS         | 0   | 1     | 1      | 2     |
| 4    | Suecia       | 0   | 0     | 1      | 1     |
|      | TOTAL        | 2   | 2     | 2      | 6     |